# CEE Stock Exchange Group
Bis 2020 war die CEE Stock Exchange Group (CEESEG AG) eine Dachgesellschaft (Holding), der die Börsen in Wien und Prag angehörten. 2020 wurde eine Vereinfachung der Konzernstruktur beschlossen. Die Wiener Börse AG wurde zur Aufwands- und Kostenreduktion mit der früheren Konzernholding CEESEG AG verschmolzen. Die Börse Prag ist damit eine 99,54-prozentige Tochtergesellschaft der Wiener Börse AG. Als Infrastrukturanbieter stellt die Börsengruppe modernste Systeme, Marktdaten und IT-Services zur Verfügung. Die Wiener Börse betreibt den zentralen Marktdatenfeed für Zentral- und Osteuropa (CEE) und hat sich in der Berechnung von Indizes auf die Region etabliert. Sie kooperiert mit über zehn Börsen in CEE.
Die Holding CEESEG entstand als Endprodukt einer Reihe von Akquisitionen mitteleuropäischer Börsen durch die Wiener Börse nach dem Fall des Eisernen Vorhangs. Zusätzlich zu den Beteiligungen unter dem Dach der CEESEG-Holding, hat sich die Wiener Börse in den letzten zehn Jahren vor 2016 ein Netzwerk an Kooperationsbörsen in der Region Zentral- und Südosteuropa aufgebaut. Kooperationen bestehen vor allem im IT-Bereich (Handelssystem), der Verteilung von Börsedaten und der Berechnung von Börseindizes. Durch diese Synergieeffekte und den gemeinsamen Auftritt können sich die lokalen Märkte besser mit internationalen Kunden vernetzen.

## Beteiligungen
Ehemals war die CEE Stock Exchange Group an folgenden Börsen beteiligt:
- Wiener Börse: 100 %
- Prager Börse: 99,54 %
- Budapester Börse: 50,45 % (bis November 2015)[1]
- Laibacher Börse: 99,85 % (bis  Juli 2015)[2]